# یواس‌آرسی تانی (۱۸۳۳)
یواس‌آرسی تانی (۱۸۳۳) (به انگلیسی: USRC Taney (1833)) یک کشتی بود که طول آن ۷۱ فوت ۱ اینچ (۲۱٫۶۷ متر) بود. این کشتی در سال ۱۸۳۳ ساخته شد.